# Plectrodera scalator
Plectrodera scalator är en skalbaggsart som först beskrevs av Fabricius 1793.  Plectrodera scalator ingår i släktet Plectrodera och familjen långhorningar. Inga underarter finns listade i Catalogue of Life.